# جونغ جاي-هيون
جونغ جاي-هيون (الكورية: 용재현) هو لاعب كرة قدم كوري جنوبي في مركز ظهير ‏، ولد في 19 يوليو 1988 في كوريا الجنوبية. لعب مع إنتشون يونايتد ونادي بوسان أي بارك ونادي سونغنام.

## وصلات خارجية
- جونغ جاي-هيون على موقع دوري كوريا الجنوبية (الإنجليزية)
- جونغ جاي-هيون على موقع قاعدة بيانات كرة القدم.إي يو (الإنجليزية)